# Volkswagen Golf VIII
Volkswagen Golf VIII — компактный автомобиль, восьмое поколение семейства Volkswagen Golf. Был представлен в Вольфсбурге 24 октября 2019 года и начал продаваться Германии в декабре 2019 года.

## Технологии и безопасность
Автомобиль получил множество доработок и новых технологий, в том числе матричные светодиодные фары, улучшенный головной дисплей, интеграцию Alexa и мобильный ключ NFC с совместимыми смартфонами Samsung через ESIM. Интерьер подвергается капитальным изменениям: новый полностью цифровой дисплей водителя 26 см (10 дюймов) и сенсорный экран 21 см (8 дюймов) или 25,4 см (10 дюймов) вместе с цифровой панелью для большинства элементов управления. Заимствованная у Passat система Travel Assist выполняет функцию полуавтономной системы вождения, которая может работать со скоростью до 210 км/ч. Используя системы адаптивного круиз-контроля и помощи в поддержании полосы движения, рулевое колесо оснащено датчиками, которые определяют, когда водитель касается его. Если в течение более 15 секунд вход не обнаружен, система экстренного торможения автоматически остановит автомобиль. Mk8 является первым автомобилем Volkswagen, имеющим стандарт Car2X, где можно обмениваться информацией с другими автомобилями и транспортной инфраструктурой в радиусе до 800 м. После покупки водители также могут обновить свое транспортное средство новыми функциями, такими как адаптивный круиз-контроль, точка доступа Wi-Fi, голосовое управление через интернет, Light Assist, навигация и Wireless App-Connect.

## Безопасность
| Euro NCAP                                                                    | Euro NCAP | Euro NCAP | Euro NCAP             |
| ---------------------------------------------------------------------------- | --------- | --------- | --------------------- |
| · общий рейтинг                                                              |           |           |                       |
| 95%                                                                          | 89%       | 76%       | 78%                   |
| взрослый пассажир                                                            | ребёнок   | пешеход   | активная безопасность |
| Протестированная модель: VW Golf, 1.5 комплектация 'Comfortline', LHD (2019) |           |           |                       |

На краш-тестах Euro NCAP новый Golf получил 5 звезд. На первый взгляд все выглядит хорошо, так как «салон Golf не деформируется при лобовых столкновениях». Однако во время теста была выявлена серьезная проблема — открылась задняя дверь со стороны водителя, что может привести к тому, что сидящий сзади человек выпадет на дорогу.

## Галерея

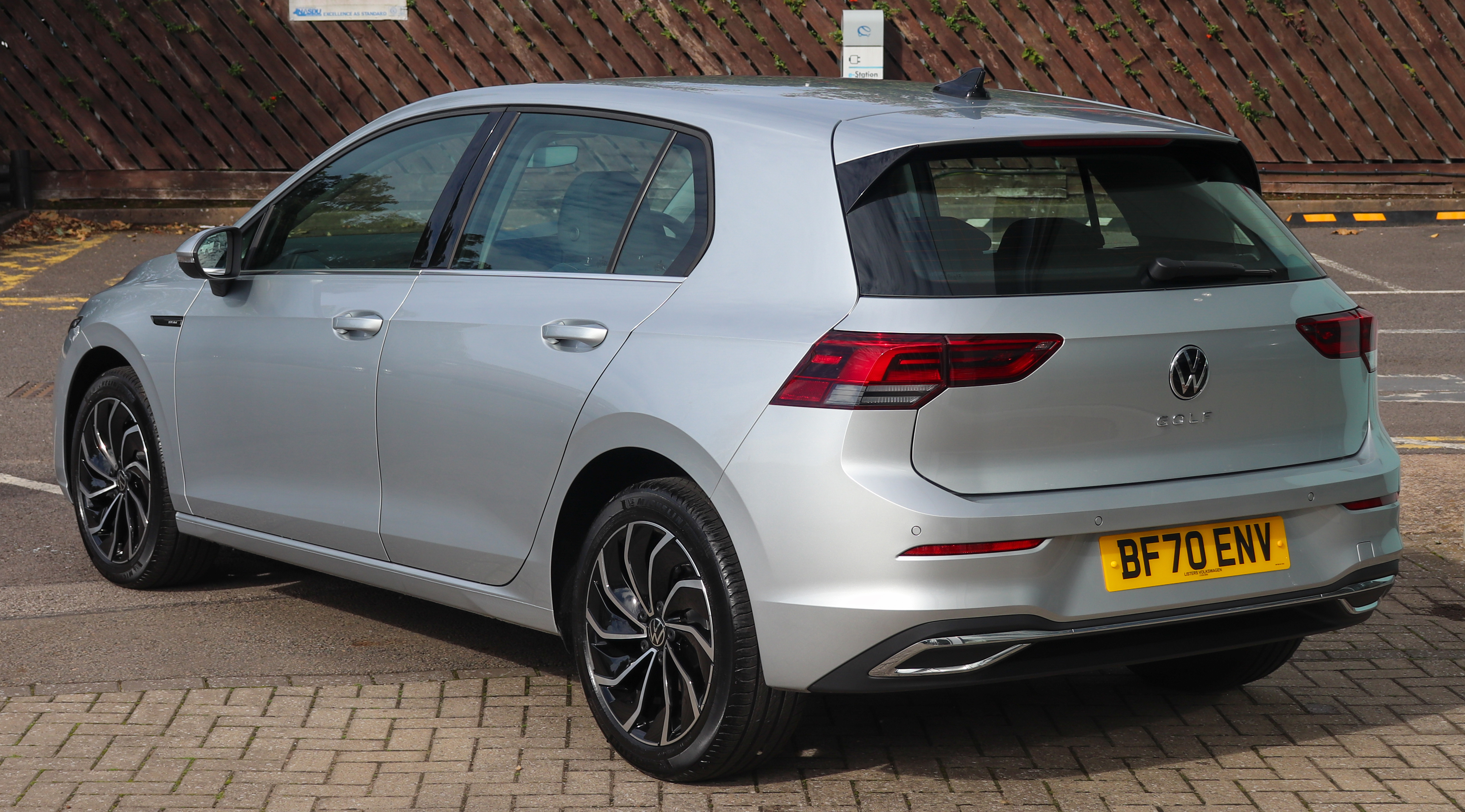
Вид сзади
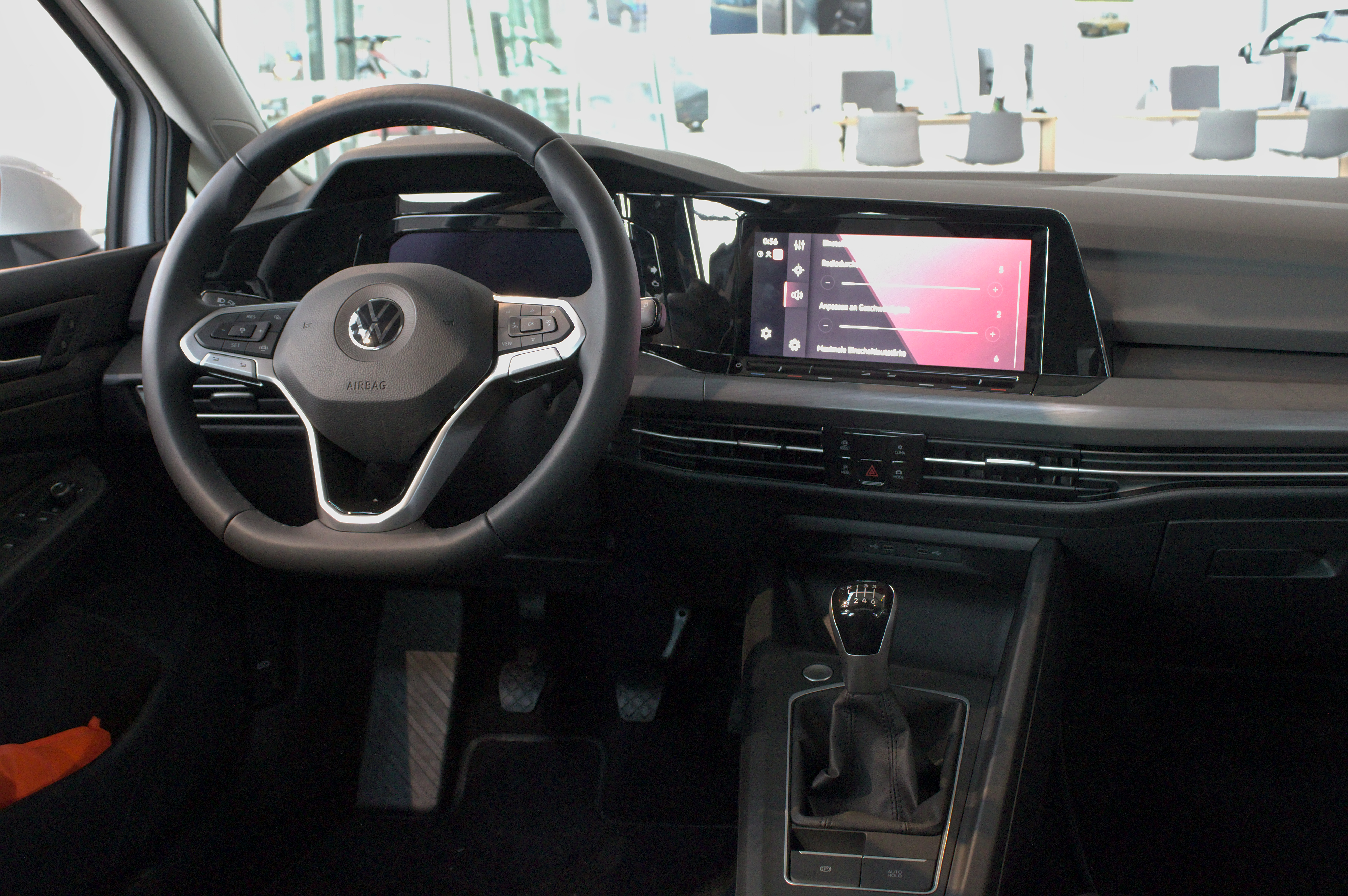
Интерьер
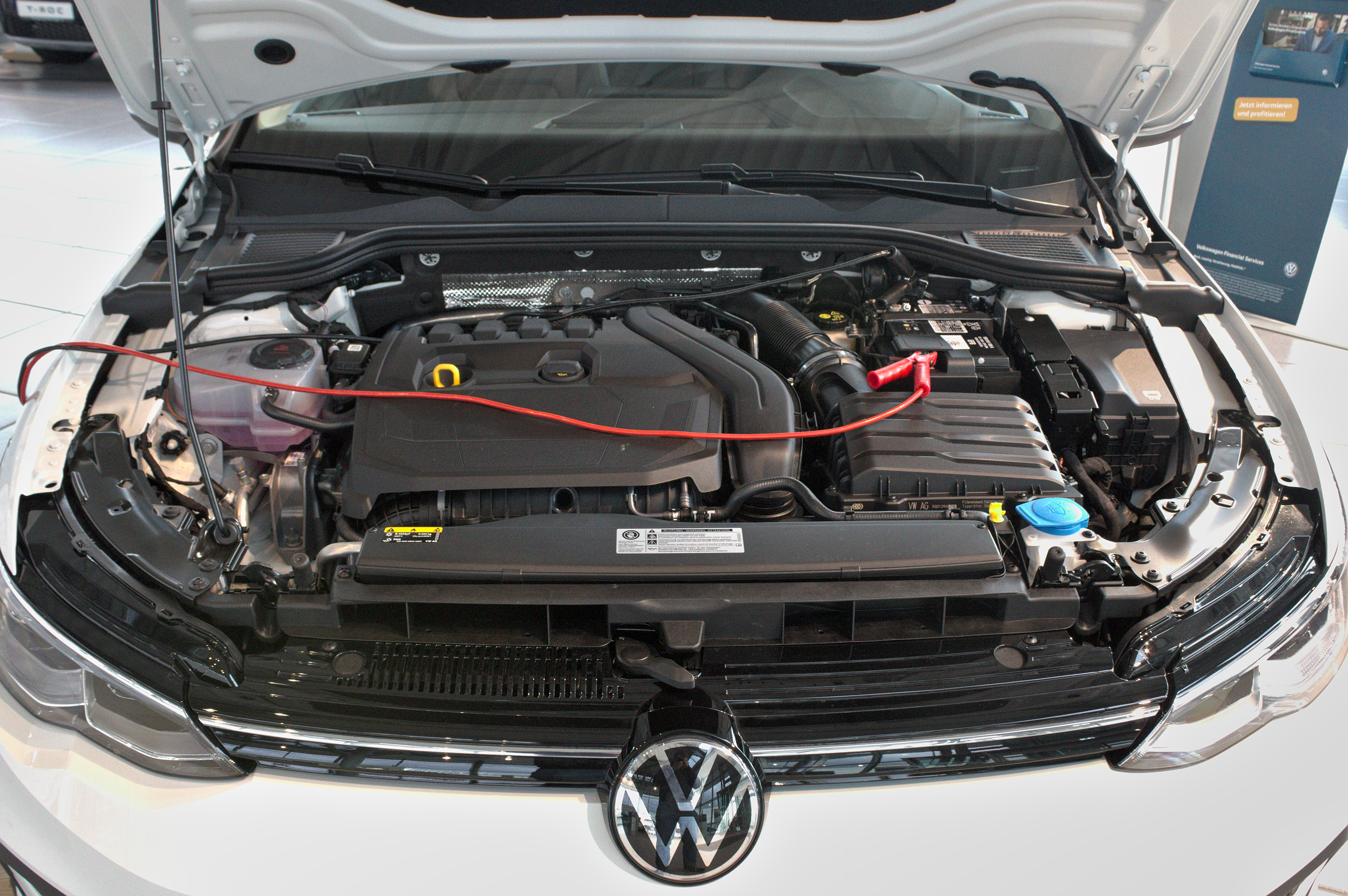
Моторный отсек